# Koteda Yasusada
Koteda Yasusada (籠手田 安定?   23 de abril de 1840 - 30 de marzo de 1899) fue un samurái del dominio de Hirado, maestro de la esgrima y político. Su nombre original era Kuwata Gen'nosuke.
Ocupó los cargos de gobernador de la prefectura de Shiga, miembro de la Cámara de los Ancianos, gobernador de la prefectura de Shimane, gobernador de la prefectura de Niigata y miembro de la Cámara de los Pares. Era poseedor de los títulos de maestro certificado en las escuelas Shinogi-tō-ryū y Ittō-shōden Mutō-ryū, y recibió una espada roja de prueba como símbolo de autenticidad de la escuela Ittō-ryū de manos de Yamaoka Tesshū.

## Biografía
Nació como el hijo mayor de Kuwata Yasuchika, un vasallo del dominio de Hirado, en el pueblo de Hirado, distrito de Matsuura, provincia de Hizen (actualmente ciudad de Hirado, prefectura de Nagasaki). Sus antepasados incluyen a los destacados guerreros de la época de los Estados en Guerra: Koteda Yasumasa, Koteda Yasutsune y Koteda Yasukazu.
Período Bakumatsu Estudió la escuela de esgrima Shinogi-tō-ryū, transmitida por el clan Hirado (Matsuura Shizuyama), y obtuvo la certificación de maestro. Durante el final del shogunato, fue nombrado investigador del dominio y llevó a cabo labores de recopilación de información en Kioto. Al mismo tiempo, asistió al dōjō de Toda Isami (Einosuke), de la escuela Chikushin-ryū Toda-ha, donde tuvo contacto con su representante, Takayama Hōbunzaburō.
Yasusada nació el 23 de abril de 1840 (21 de marzo del undécimo año de la era Tenpō) en el pueblo de Hirado, distrito de Matsura, provincia de Hizen (actual ciudad de Hirado, prefectura de Nagasaki). Sus antepasados incluyen a los guerreros de la era Sengoku, Koteda Yasumasa, Koteda Yasutsune y Koteda Yasukazu.
Al comienzo de la era Meiji, recuperó el apellido Koteda, que no se utilizaba hacía aproximadamente 300 años. Sucedió a Matsuda Michiyuki y asumió el cargo de segundo gobernador de la prefectura de Shiga. Contrató a Takayama Minezaburo como oficial de policía de la prefectura de Shiga cuando se reencontraron en Ōtsu.
En enero de 1881 se convirtió en discípulo de Yamaoka Tesshū de la escuela Musō Jikiden Eishin-ryū y se convirtió en su destacado alumno. El 16 de julio de 1882, se celebró un torneo de esgrima en el Estadio de Deportes de Kioto, donde estuvieron presentes el ministro de Finanzas Matsukata Masayoshi, el Gobernador de la Prefectura de Kioto Kitagaki Kunimichi, el Gobernador de la Prefectura de Okayama Takasaki Goro, entre otros. Koteda también participó en el torneo y se enfrentó a Watanabe Atsushi. En aquel momento, Watanabe ocultaba su identidad, pero resultó ser un exmiembro del grupo de vigilancia de Kioto y testigo del asesinato de Sakamoto Ryoma en sus últimos años.
En noviembre de 1883, durante su asistencia a una conferencia de funcionarios locales en Tokio, desafió a la Policía Metropolitana llevando consigo a unos diez espadachines famosos de Kansai. Takayama derrotó a los 36 mejores espadachines de la Policía Metropolitana. Este incidente es conocido como un gran evento en la historia del kendō de la era Meiji.
El 14 de junio de 1885, asistió al torneo de kenjutsu y sojutsu en el Templo Sainan del Ministerio de la Casa Imperial. En 1887, se dice que tomó notas de las conferencias sobre el camino del guerrero de Yamaoka Tesshū. Estas notas fueron compiladas por Abe Masato y publicadas en 1902 bajo el título "Bushido".
En 1891, se cuestionó la contratación de sus propios estudiantes de esgrima como guardianes sin pasar el examen correspondiente. El 25 de noviembre del mismo año, durante la Asamblea Ordinaria de la Prefectura de Niigata, fue acusado por los miembros de la asamblea, quienes afirmaron: "Los guardianes no deberían ser personas que busquen la práctica del guerrero. Son responsables de supervisar a los prisioneros, y contratarlos debido a su gusto por la esgrima es un derroche de los impuestos locales". Además, el 20 de noviembre, el periódico Niigata Shimbun también lo criticó diciendo: "El gobernador de la prefectura de Niigata es alguien que crea sus propias leyes y las viola".
En aquel entonces, invitó y protegió al maestro de kenjutsu de Kioto, Oseki Kōseimon y su hijo, a Niigata, y otorgó a Kōseimon los certificados de maestría en los estilos Shinkei Tomo-ryū y Musō-ryū. Con Kōseimon, derrotó al maestro de esgrima de la antigua familia de Shibata de Shinpatsu Han, Imai Tsunekata. Se dice que fue una mala costumbre de Koteda el llevar a cabo frecuentes ataques a los dojos al mando de hábiles espadachines. En 1897 (trigésimo año de la era Meiji), su tercera hija, Takako, se casó con Kōseimon (se divorciaron después de la muerte de Koteda). En 1899, falleció.
En 1902, en reconocimiento a sus logros en el gobierno de la prefectura de Shiga, se erigió el "Monumento conmemorativo de los méritos de Koteda Yasusada" en el recinto del templo Enryaku-ji, el templo principal de la secta Tendai.

## Puestos oficiales
- 1868: Juez suplente de la Prefectura de Ōtsu.
- 1869: Gran Asesor de la Prefectura de Ōtsu.
- 1875: Gobernador de la Prefectura de Shiga.
- 1878: Gobernador de la Prefectura de Shiga.
- 1884: Funcionario del Senado.
- 1885: Gobernador de la Prefectura de Shimane.
- 1891: Gobernador de la Prefectura de Niigata.
- 1896: Gobernador de la Prefectura de Shiga.
- 1897: Miembro de la Cámara de los Pares.

## Honoríficos, premios y condecoraciones
- 21 de noviembre de 1873: Rango de Jūroku-i (Jūroku-i).[5]
- 30 de agosto de 1884: Rango de Shijō-i (Shijō-i).[6]
- 31 de mayo de 1897: Rango de San-i (San-i).[7]

## Condecoraciones
- 7 de abril de 1885: Medalla del Sol Naciente, Orden del Crisantemo de tercera clase.[8]
- 25 de noviembre de 1889: Medalla Conmemorativa de la Promulgación de la Constitución del Imperio de Japón.[9]
- 29 de junio de 1893: Orden del Tesoro Sagrado de segunda clase.[10]
- 28 de diciembre de 1897: Espada de honor.[11]
- 31 de marzo de 1899: Orden del Tesoro Sagrado de primera clase,[12] Barón.[13]

## Familiares
El hijo que heredó el título nobiliario, Koteda Ryū (1876-1934), fue un teniente coronel de artillería del Ejército. El siguiente en la línea sucesoria, Koteda Takashi (nacido en 1911), es el hijo mayor de Ryū y después de graduarse de la Universidad de Keio, trabajó en la Oficina de Asuntos Empresariales. La hija de Ryū, Toshiko (nacida en 1912), se casó en 1935 con Yoshiaki Kagaka, quien fue juez de la Oficina del Gobernador General de Taiwán, y en 1976 publicó "Koteda Yasusada, Gobernador de la Prefectura"